# میرملکی
میرملکی، روستایی از توابع بخش وراوی شهرستان مهر در استان فارس ایران است.

## جمعیت
این روستا در دهستان وراوی قرار دارد و براساس سرشماری مرکز آمار ایران در سال ۱۳۸۵، جمعیت آن ۷۹۸ نفر (۱۵۲خانوار) بوده‌است.